# General Enrique Martínez
General Enrique Martínez ou La Charqueada est une ville de l'Uruguay située dans le département de Treinta y Tres. Sa population est de 1 513 habitants.

## Histoire
La ville a été fondée en 1914.

## Population
| Année | Population |
| ----- | ---------- |
| 1963  | 922        |
| 1975  | 956        |
| 1985  | 979        |
| 1996  | 1 342      |
| 2004  | 1 513      |

Référence,: